# Гонконзька битва
Гонко́нзька би́тва (англ. Battle of Hong Kong; яп. 香港の戦い), також відома як Оборона Гонконгу (кит.: 香港保衛戰; англ. Defence of Hong Kong) та Падіння Гонконгу (англ. Fall of Hong Kong) — одна з перших битв Тихоокеанської кампанії Другої світової війни. Війська Японської імперії напали на Британський Гонконг того самого ранку, коли стався наліт на військово-морську базу США у Перл-Гарбор. Напад відбувся із порушенням міжнародного права: Японія не оголошувала війни Британській імперії. Неспровокований акт агресії Японії зустрів жорсткий опір гарнізону Гонконгу, що складався з місцевих військ, а також британських, канадських та індійських частин. Протягом тижня захисники були змушені покинути материк, а менш ніж через два тижні, коли оборона на острові стала неможливою, колонія капітулювала. Оборона тривала з 8 по 25 грудня 1941 року.

## Передісторія
Британія почала розглядати Японію як загрозу після припинення Англо-японського союзу в 1921 році. Ця загроза зростала протягом 1930-х років, на фоні початку другої Японсько-китайської війни у 1937 році.
21 жовтня 1938 року японці окупували Кантон (Гуанчжоу) і оточили Гонконг. На той час уже було очевидно, що захистити місто у разі нападу Японії буде надзвичайно складно. Тож у 1936-1938 роках було вирішено покращити оборонні здатності, зокрема, завдяки будівництву 18-кілометрової Лінії Джин Дрінкерс (аналога французької Лінії Мажино). Водночас до 1940 року британці скоротили гарнізон Гонконгу лише до символічного розміру: Черчілль і Генеральний штаб означили місто форпостом і спершу вирішили не збільшувати кількість військ. Проте у вересні 1941 року вони скасували своє рішення і стверджували, що додаткове підкріплення забезпечить військовий фактор стримування японців і запевнить китайського лідера Чана Кайші в безумовній підтримці Великобританією своєї колонії.
План оборони Гонконгу полягав у тому, що на Нових територіях і півострові Коулун будуть проведені тактичні дії для стримування, щоб дозволить знищити там життєво важливу інфраструктуру та військові склади. Очікувалося, що Лінія Джин Дрінкерс допоможе стримати потенційний японський наступ принаймні на 3 тижні. Після цього всі захисники зможуть відступити на захищений острів Гонконг, доступ до гавані буде закрито до прибуття підкріплення із Сінгапура чи Філіппін. Однак британські військові в Гонконгу дуже недооцінили можливості японських військ і применшили оцінки загрози, упереджено називаючи реальні факти «непатріотичними».

## Битва
Нові Території та КоулунуНові Території захищали 2-й батальйон Королівських Шотландців — із заходу, 2-й батальйон 14-го Пенджабського полку — в центрі та 5-й батальйон 7-го Раджпутського полку — зі сходу.
Прикриття забезпечували 14-й Пенджабський полк піхотинців, чотири бронетранспортери Bren Carrier та два бронеавтомобілі, а також інженерні частини Шеунг Шуй і Тай По. 8 грудня 1941 року о 4:45 за гонконгським часом, приблизно через 2,5 години після атаки на Перл-Гарбор NHK (радіо Токіо) оголосило, що війна неминуча, і генерал-майор Малтбі та губернатор Гонконга Янг були поінформовані про це. О 05:00 сапери підірвали мости на ймовірних шляхах вторгнення японської армії.
Від початку грудня японські сили були сконцентровані на північ від річки Шам Чун — природного кордону між Гонконгом та материковою частиною Китаю. Японці розпочали атаку о 06:00, коли 230-й, 229-й і 228-й полки ІАЯ (розташовані з заходу на схід) форсували Шам Чун. На заході 230-й полк просувався до Юен Лонга, затоки Касл Пік і вершини Тай Мо Шан. У центрі 229-й полк просувався від прилеглих сіл Ша Тау Кок до Чек Най Пін і через бухту Тайд до Тай Шуй Ханга. На сході 228-й полк перетнув Лок Ма Чау і Ло Ву, просунувшись до Лам Цуен та гори Нідл Хілл.

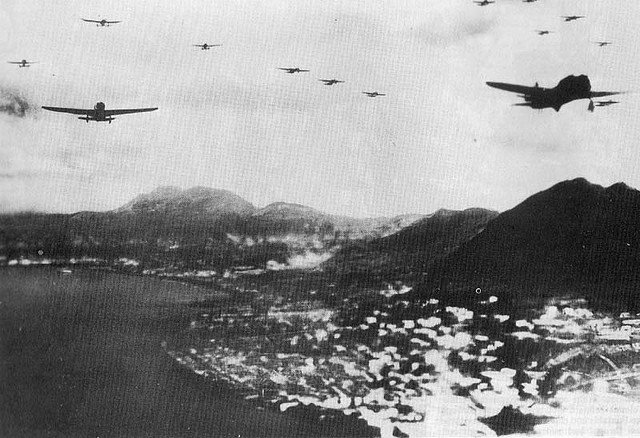
Японські літаки над Гонконгом 8 грудня 1941 року

О 08:00 японці дванадцятьма бомбардувальниками атакували аеропорт Кайтак. У результаті було знищено два з трьох літаків Vildebeest і два Walrus, а також кілька цивільних літаків, у тому числі літаки авіапідрозділу Добровольчого корпусу оборони Гонконгу (HKVDC). Особовий склад Королівських ВПС та персонал аеропорту продовжили участь у битві як піхотинці. Комерційний летючий човен Hong Kong Clipper, що належав авіакомпанії Pan-Am Airways, був також знищений внаслідок атаки японського пікірувальника. Японці також бомбили казарми Шам Шуй По, однак завдали їм мінімальних пошкоджень.

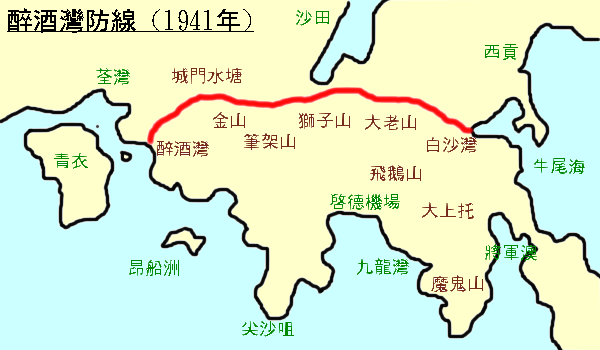
Розташування 18-кілометрової Лінії Джин Дрінкерс

Перше бойове зіткнення відбулося о 15:00, коли 2-й батальйон 14-го Пенджабського полку вступив у бій із військами ІАЯ, що перетнули рівнину Лаффана. Південніше Тай По 2-му батальйону вдалося знищити кілька взводів ІАЯ о 18:30 на південь від Тай-По, було використано два броньовані автомобілі Добровольчого корпусу оборони Гонконгу, а також чотири Bren Carrier. Попри певні успіхи, 2-й батальйон мусив відступили до Грассі Хілл, щоб уникнути обходу з флангу. Це дало можливість силам ІАЯ просунутися по дорозі Тай По до Ша Тіну. Пізно ввечері всім підрозділам гарнізону Гонконгу було наказано відійти до Лінії Джин Дрінкерс.
9 грудня 2-й Королівський Шотландський полк стримував наступ японців із заходу, резервна рота 5-й батальйону 7-го Раджпутського полку висунулася до пагорбу Смаглерс Рідж, Добровольчий корпус утримував Фо Тан, а 2-й батальйон 14-го Пенджабського полку захищав бухту Тайд. Уже о 13:00 228-й полк ІАЯ досягнув гори Нідл Хілл. Його командувач, полковник Дой, віддав наказ провести активну розвідку в районі редуту Шинг Мун на Лінії Джин Дрінкерс, що виявив неготовність до повноцінного захисту. Полковник Дой розробив план атаки та почав висувати своїх людей на позиції. Редут захищали рота А 2-го Королівського Шотландського полку, доповнена іншими підрозділами, загальна чисельність — три офіцери та 39 солдатів. Разом із ротою D 7-го Раджпутського полку вона патрулювали територію на півночі від редуту та навколо Нідл Хілл, але не виявили в темряві два батальйони ІАЯ, що переховувались поблизу, готові до атаки. 150 японських солдатів перетнуло водосховище Шин Мун і захопило позиції редут трохи нижче одного з його дотів.
ІАЯ атакувала редут о 23:00. Користуючись кількісною перевагою, темрявою і фактором несподіванки, японці поступово захоплювали комплекс окопів і тунелів Лінії Джин Дрінкерс. Чимало захисників опинилися заблокованими на артилерійському спостережному пості у споруді редуту. Дот 402 було підірвано саперами ІАЯ 10 грудня о 2:30 ночі.
Решта 228-го полку ІАЯ приєдналася до штурму, рухаючись через редут і в долину, де японці наштовхнулись на 5-й батальйон 7-го Раджпутського полку, що рухалися на підкріплення редуту. Японці були змушені повернутися у захоплений редут, прорвали захист артилерійського спостережного поста і захопили в полон 15 солдатів.
Артилерія з острову Стоункаттерс і та гори Дейвіса обстрілювала редут до 5:00 ранку, та вибити японців звідти уже не вдалося. Під час цієї атаки ІАЯ втратила лише двох своїх солдатів.
О 21:30 9 грудня есмінці HMS Thanet та HMS Scout отримали наказ перебазуватися з Гонконгу до Сінгапуру, аби уникнути блокади ІФЯ. У порту залишився есмінці HMS Thracian, HMS Cicala, HMS Tamar та кілька канонерських човнів і міноносців. 8-10 грудня вісім американських і кілька китайських пілотів Китайської національної авіаційної корпорації (CNAC) і їхні екіпажі здійснили 16 вильотів між аеропортом Кайтак і посадочними майданчиками в Наньсюн і Чунцін — столицею Китаю на час війни. Евакуйовано 275 осіб, у тому числі пані Сун Цінлін, вдову Сунь Ятсена, та міністра фінансів і найбагатшого громадянина докомуністичного Китаю Куна Сянсі.
10 грудня 228-й полк ІАЯ продовжив переміщення солдатів до редуту Шинг Мун маленькими групами, вздовж решти Лінії Джин Дрінкерс — іншого варіанту скористатися своїм успіхом на цій ділянці японці не мали.
Генерал-майор Малтбі сприйняв втрату редуту як катастрофу, що підірвала всю оборонну лінію. Тому він віддав наказ 2-му Королівському Шотландському полку контратакувати на світанку 11 числа, та його командувач, підполковник С. Вайт, відмовився виконувати цей наказ на тій підставі, що у його солдатів немає шансів на успіх.
На світанку 11 числа 228-й полк ІАЯ атакував пагорб Голден Хілл, де вступив у бій із 5-м батальйоном 7-го Раджпутського полку, яких підтримував вогнем есмінець HMS Cicala. Рота D, 2-й Королівський Шотландський полк контратакували та відбили пагорб.
Вранці того ж дня війська ІАЯ висадилася на острові Ламма, де їх обстріляли гармати батареї Джубілі та Абердинської батареї. Проте висадитися біля острова Абердін того дня японцям не вдалося через щільний кулеметний вогонь.
Опівдні Малтбі вирішив евакуювати всі свої сили з Нових Територій та Коулуна на південь до казарм Шам Шуй По та Йорданського пірсу, адже захистити їх неможливо, тоді як оборона острова Гонконг — пріоритет. 5-м батальйоном 7-го Раджпутського полку відійшов до Ма Яу Тонг, де вони мали утримувати півострів Девілс Пік та захищати вузьку протоку Лей Ю Мун. Проте тієї ночі артилерія на острові Стоункаттерс була знищена японцями, а база покинута.
Пенджабський полк під час перекидання до пагорбу Ма Яу Тонг в ніч на 12 грудня розділився: одна група досягла району Девілс Пік, а інша частина спустилася в Кайтак і вранці увійшла до Коулуна, де вступила в бій із 320-й полком ІАЯ. «Пенджабцям» вдалося пробилися до Цім Ша Цуй, де їх евакуював пором компанії Star Ferry.
HMS Tamar 12 грудня було затоплено, щоб запобігти його використанню японцями. Тієї ж ночі «раджпути» від Ма Яу Тонг дісталися до Девілс Пік, звідки о 4:00 ранку 13 грудня вони човнами відпливли до острова Гонконг.

### Острів Гонконг

Мапа битви за Гонконг

Малтбі організував оборону острова, розділивши його між Східною та Західною бригадами. Західна бригада під командуванням бригадного генерала Джона К. Лоусона мала свій штаб на вершині Вонг Най Чунг Гап — стратегічному переході між північною та південною частинами острова. Вінніпезькі гренадери захищали штаб Лоусона та південно-західну частину Гонконгу.
Західна бригада складалася з 2-й батальйону 14-го Пенджабського полку та охоплювала узбережжя від Козвей-Бей до Белчерс-Пойнт. Полк Міддлсекса було розосереджено по 72-х дотах уздовж берегової лінії острова. 2-й Королівський шотландський полк, посилений добровольцями HKVDC, стояв у резерві у Ванчай Геп. HKVDC також мали роти в Хай Вест, горі Девіса, Пайнвуд Баттері, Магазін Геп, горі Джардінс Локаут та на військово-морській базі Абердін.

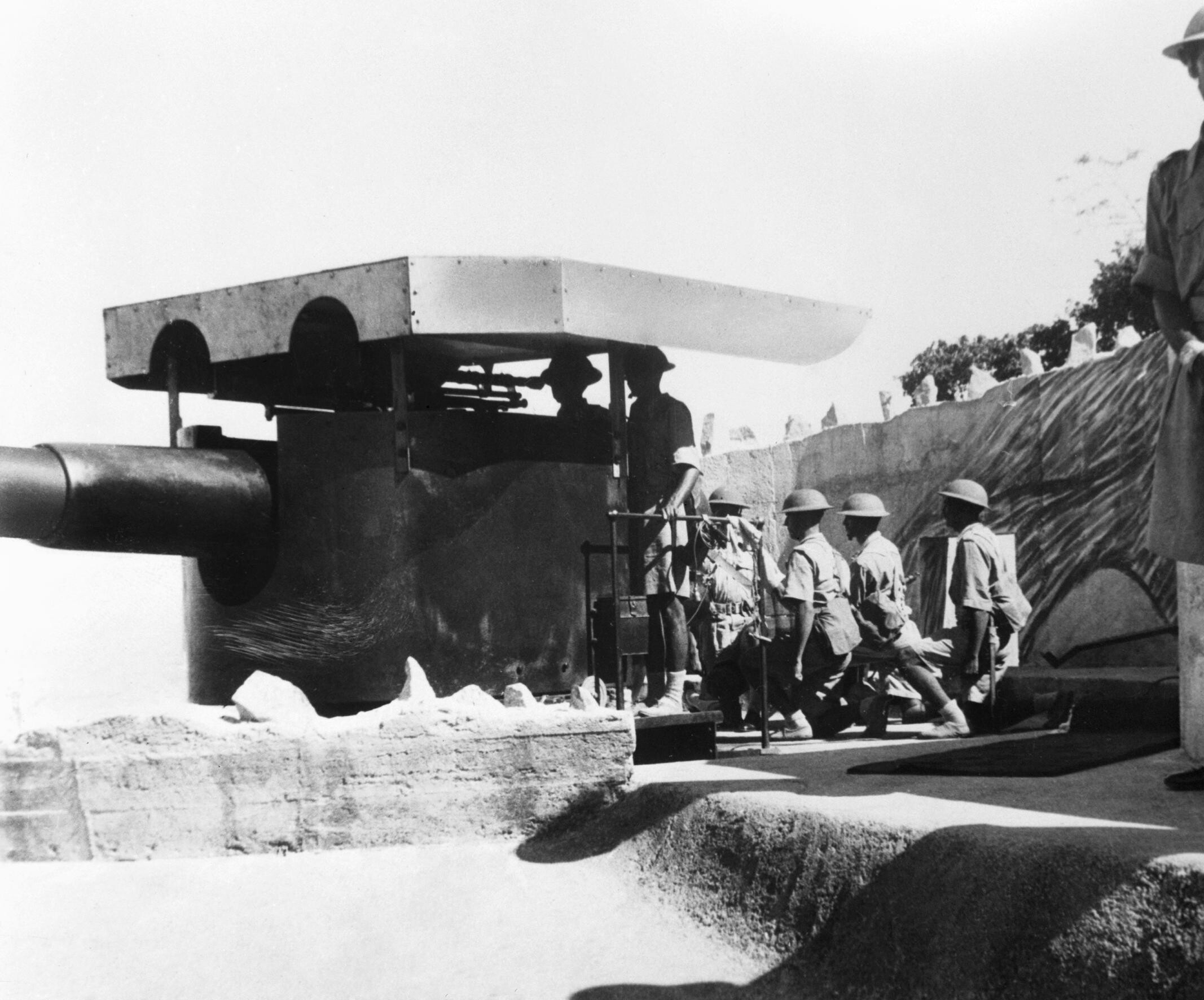
Індійські солдати біля 9,2-дюймової морської гармати, Гонконг, грудень 1941 року

Східна бригада під командуванням бригадного генерала Седріка Волліса мала свій штаб у Тай Там Гап. Східна бригада складалася з 5-го батальйону 7-го Раджпутського полку, що тримав доти вздовж північно-східної берегової лінії на пагорбах за верф’ю Тайку, а також резервну роту в Тай Ханг. Канадські Королівські стрільці захищали північний схід острова Гонконг аж до Стенлі, а дві роти HKVDC були розташовані в Тай Там і Поттінгер Геп.
Вранці 13 грудня японська сторона перетнула гавань із пропозицією умов капітуляції, яку Малфі одразу відхилив. У той же день розпочався артилерійський обстріл острова Гонконг японцями, що вивів з ладу одну з 9,2-дюймових морських гармат на горі Девіс і вразив форт Белчера в Пок Фу Лам.

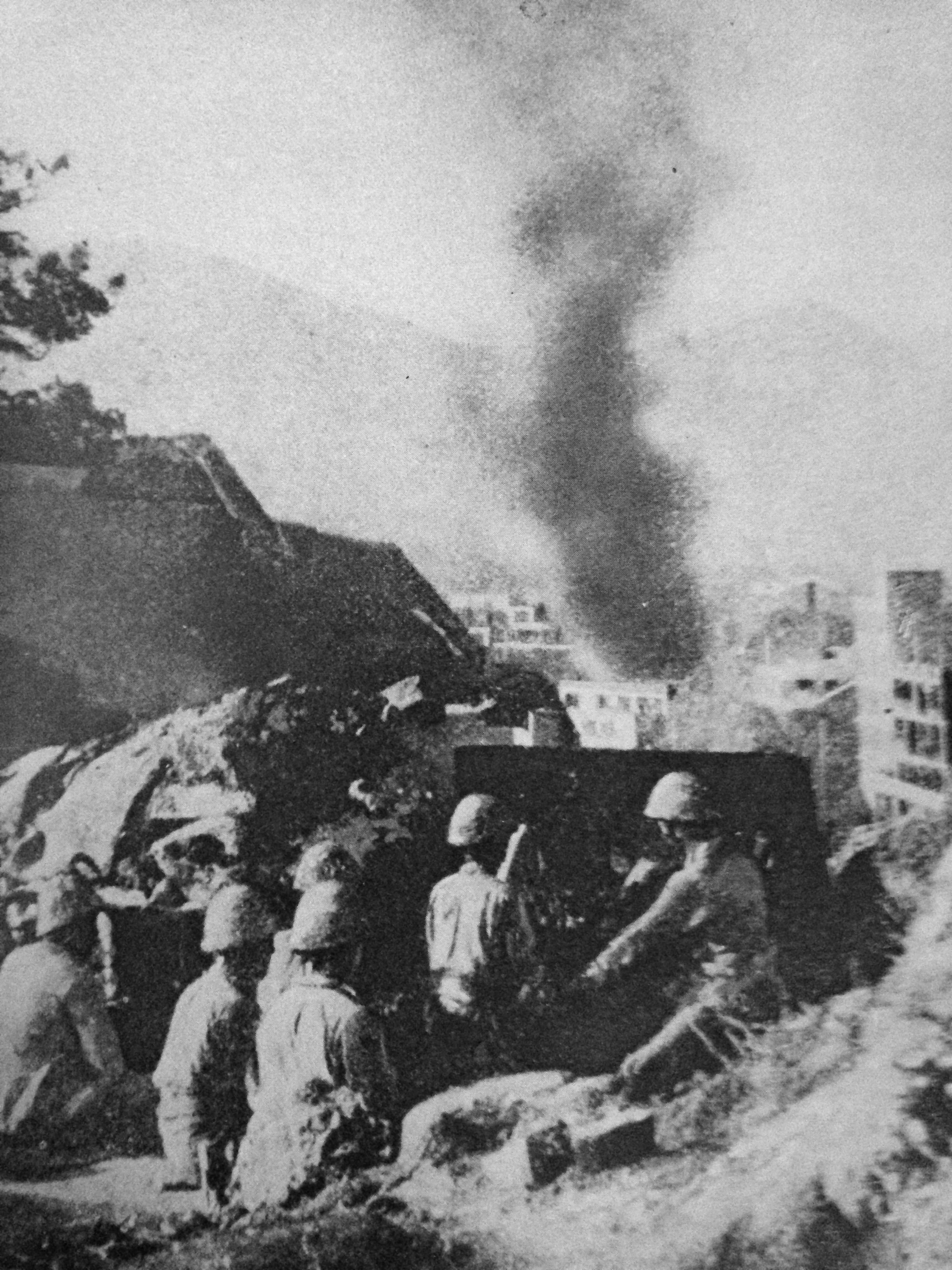
Японська артилерія б'є по Гонконгу

А наступного дня, 14 грудня, було також знищено і 3-дюймову гармату на горі Девіс. 15 числа японська артилерія рушила до дотів та інших оборонних позицій уздовж берегової лінії. Японці здійснили шість повітряних атак на позиції на заході острова, і нанесені пошкодження змусили британські війська залишити Пайнвуд Баттері.
Вранці 17 грудня японці знову запропонували умови капітуляції, що знову були відхилені. Тієї ночі розвідувальна група 229-го полку ІАЯ успішно дослідила район Тайку та перемістила свої сили ближче до острова Гонконг зі штабом 23-ї армії в Тай По та 38-ю дивізією поблизу аеропорту Кайтак.
18 грудня японське бомбардування берегової лінії острова посилилося, були вражені паливні резервуари. Сили ІАЯ організували два штурмові загони: західний складався з 228-го та 230-го полків та мав вийти з району Кайтак, а східний штурмовий загін складався з 229-го полку і мав наступати з району Девілс Пік.
Уже о 20:00 перша хвиля з 228-го та 230-го полків веслувадо до верфі Тайку та цукрового заводу під прикриттям артилерійського вогню. Коли японці підійшли до берега, човни були освітлені прожекторами та обстріляні 5-го батальйону 7-го Раджпутського полку. Човни розлетілися на друзки, командири обох японських батальйонів були поранені, тож полковник Дой, який переправився з другою хвилею, очолив штурм.
О 21:40 артилерійський обстріл японців перемістився на цілі далі від берега, а о 21:45 по 2 батальйони 230-й і 228-й полків ІАЯ висадилися в Норт-Пойнт. О 21:38 2 батальйони 229-й полку ІЯА висадились Сай Вані та в Олдріч Бей. Отже, до опівночі всі шість батальйонів ІЯА були на березі, стримувані з боку моря лише колючим дротом, вогнем «раджпутів» і нічною темрявою. Зрештою японці рушили до берега, подолавши «раджпутів», обійшовши та знищивши їхні опорні точки та зайнявши панівні висоти. Малтбі вважав, що в Ност-Пойнт висадилися лише два японські батальйони, що мали на меті відволікти сили захисників для прямого штурму через гавань Вікторії. Тому генерал Малтбі надіслав мінімальне підкріплення, щоб заблокувати будь-який рух ІЯА на захід у бік Вікторії, і п’ять броньованих машин HKVDC для захисту штабу Східної бригади.
2 батальйон 230 полку ІЯА рушив на захід до Вікторії, але його зупинили добровольці HKVDC та інші захисники електростанції Норт-Пойнт на чолі з майором Джоном Дж. Патерсоном. Вирушивши на підкріплення за запитом Малтбі, броньована машина HKVDC і взвод з 1-го полку Міддлсекса потрапили в засідку, лише дев'ятеро солдат досягнуло електростанції. Японці скерували артилерійський вогонь на неї, і вцілілі захисники були змушені відступити о 1:45 ночі, продовжуючи битися з японцями на Електрік-роуд та Кінгс-роуд, доки всі не були вбиті або захоплені в полон.
Вранці 19 грудня 3 батальйон 229-го полку ІАЯ рухався до гори Паркер, а його 2-й батальйон — на південний схід до укріплень Ліемун, де він вступив у бій із взводом Королівських Стільців, захопив батарею Сай Ван, убивши шістьох стрільців з 5-ї зенітної батареї HKVDC, далі японці вбили багнетами 20 полонених, двоє вижило.
Королівські Стрільці спробували повернути форт Сай Ван двома взводами, але не змогли піднятися через стіни й втратили дев’ятьох солдатів убитими. 2 батальйон 229 полку ІАЯ увійшов до монастиря Салезіанів в Шау Кей Ван, що використовувався як санітарний пункт, де японці продовжили вбивати всіх, хто був усередині; проте четверо солдатів вижило. За свідченнями капітана Королівських Стрільців Стенлі Мартіна Банфілла, який був свідком страти своїх людей, головний японський офіцер заявив, що «за наказом усі полонені повинні померти».
Решта 229-го полку виступила проти роти C Королівських Стільців. Хоча японці зазнали значних втрат, але їм вдалося прорватися та відкинути роту C назад,  тож на горі Паркер залишилася тільки рота A. О 03:00 взвод роти D був відправлений для підкріплення роті А, але в темряві солдати заблукали. Підкріплення з канадійських солдатів прибуло лише о 07:30, коли приблизно 100 японців на горі Паркер витісняли залишки роти A.
Крім втрат піхоти Східної бригади, берегові батареї на мисі Д'Агілар і мисі Коллінсон були покинуті, а кілька гармат 965-ї батареї було помилково знищено чи залишено японцям. Тим часом генерал Волліс переніс свою штаб-квартиру із Тай Там Гап до Стенлі.
У районі Західної бригади генерал Лоусон послав три взводи Вінніпезьких Гренадерів уперед, щоб заблокувати просування ІАЯ з місць висадки, розгорнувши один взвод на горі Джардінс Лукаут, інший — на горі Батлер, а ще один — на дорозі перед горою Вонг Най Чунг Гап.
Тим часом 2-й і 3-й батальйони 230-го, а 2-й – 228-го полку полку ІЯА оточили гору Джардін Лукаут. Прориваючи на своєму шляху легку піхотну оборону (попри те, що доти були під контролем захисників острова), японцям вдалося захопити гору, а також вогневі позиції на дорозі Тай Там Резервуар на схід від Вонг Най Чунг Гап. Рано вранці генерал Лоусон висунув роту А Вінніпезьких Гренадерів, щоб відбити гору Джардін Лукаут, і ця операція була успішна, доки японці не застосували інтенсивний артилерійський обстріл та фронтальні атаки 230-го та 228-го полків ІАЯ.
Японські війська спустилися з водосховища Вонг Ней Чунг і атакували поліцейську дільницю та будівлю Постбрідж Хаус на вершині Вонг Ней Чунг Гап. До 7 ранку 3-й батальйон 230-го полку ІАЯ наблизився до штабу Західної бригади, Малтбі послав 2-й батальйон Королівських Шотландців на підкріплення, але прорватися змогли тільки 15 солдатів. Група матросів, що наближалася з півдня вздовж дороги Репелс Бей, також потрапила в японську засідку.
3-й батальйон 230-го полку розчистив позиції на південь і схід від штабу, попри вогонь артилерії HKSRA (Hong Kong and Singapore Royal Artillery) у долині Хеппі. О 10:00 Лоусон передав Малтбі радіограму, що його штаб оточено і що він «виходить назовні, на розстріл». Генерал і все командування були розстріляні японцями.

## Наслідки
Попри підкріплення, Гонконг протримався лише 18 днів, хоча оборона завдяки лінії Джин Дрінкерс була розрахована приблизно на 2,5 місяці. Японці втратили близько 2 тисяч людей, а захопили в полон майже весь гарнізон захисників острова — близько 10 тисяч солдатів Британської армії. ІАЯ окупувала Гонконг.